# Sture (grevlig ätt)
Sture, även känd som Yngre Stureätten, var en svensk adlig ätt, förgrenad ur ätten Natt och Dag. 
Namnet upptogs av  användes först av Nils Bosson, vars mor Karin Svensdotter Sture var född in i en Stureätt. Hans son, riksföreståndaren Svante Nilsson, som oväntat avled 1512, använde sig inte av Sturenamnet. Släktnamnet Sture återupptogs av sonsonen Sten Svantesson Sture född omkring 1492, död 1520, riksföreståndare 1512–1520. Han är mer känd som Sten Sture den yngre, och dog 1520 på en släde på sjön Mälaren, efter det att han blivit sårad i slaget på Åsundens is, i ett försök att stoppa de framträngande danska trupperna ledda av Kristian II.
Ättlingarna till Sten Sture den yngre är de yngre Sturarna, innefattande alla som bar Natt och Dag-vapnet:
- Sköld: Delad i guld och blå.
- Hjälm: Tre påfågelsfjädrar mellan två fanor.

## Grevar Sture
Svante Stensson Sture, son till Sten Sture den yngre; upphöjdes till greve med utökat vapen. Han var gift med en syster till drottning Margareta Eriksdotter (Leijonhufvud) nämligen Märta Leijonhufvud. Svante Sture och två söner dödades av Erik XIV vid de så kallade Sturemorden. Svante Stures sonson Svante Mauritzson, greve till Stegeholm och Västervik, friherre till Hörningsholm, död 1616, var den siste av den grevliga ätten.

## Släktträd över ättens mest kända medlemmar
```
                    
Nils Bosson (Natt och Dag)
 (1426–1494) (besläktad med 
Sture (IV)-ätten
 på mödernet)
                               |
                    
Svante Nilsson
  (1460–1512) (använde själv aldrig namnet Sture)
                               |
                    
Sten Sture den yngre (Sten Svantesson)
  (1493–1520) (återupptog namnet Sture)
                               |
                    
Svante Stensson Sture
 (1517–1567)
                           /          \

Nils Svantesson Sture
 (1543–1567)   
Erik Svantesson Sture
 (1546–1567) 

De tre sista mördades av kung Erik XIV i de så kallade 
Sturemorden
.
```

Flera medlemmar av en parallell gren av Natt och Dag blev friherrar till Ijo 1652, dog ut med Carl Axelsson Natt och Dag 1664. Denna släktgren bar ej namnen Sture eller Natt och Dag i hjärtskölden. Det gjorde däremot den senare friherrliga ätten Sture, som även den var en gren av Natt och Dag.